# Пайнвуд (Флорида)
Пайнвуд (англ. Pinewood) — статистически обособленная местность, расположенная в округе Майами-Дейд (штат Флорида, США) с населением в 16 523 человека по статистическим данным переписи 2000 года.

## География
По данным Бюро переписи населения США статистически обособленная местность Пайнвуд имеет общую площадь в 4,92 квадратных километров, из которых 4,4 кв. километров занимает земля и 0,52 кв. километров — вода. Площадь водных ресурсов округа составляет 10,57 % от всей его площади.
Статистически обособленная местность Пайнвуд расположена на высоте 2 м над уровнем моря.

## Демография
| Год переписи        | Нас.  |  | %±    |
| ------------------- | ----- |  | ----- |
| 1980                | 16252 |  | —     |
| 1990                | 15518 |  | −4,5% |
| 2000                | 16523 |  | 6,5%  |
| 1980–2000 Источник: |       |  |       |

По данным переписи населения 2000 года в Пайнвудe проживало 16 523 человека, 3686 семей, насчитывалось 5029 домашних хозяйств и 5329 жилых домов. Средняя плотность населения составляла около 3358,33 человека на один квадратный километр. Расовый состав населённого пункта распределился следующим образом: 19,26 % белых, 71,05 % — чёрных или афроамериканцев, 0,25 % — коренных американцев, 0,33 % — азиатов, 0,03 % — выходцев с тихоокеанских островов, 5,50 % — представителей смешанных рас, 3,59 % — других народностей. Испаноговорящие составили 22,85 % от всех жителей статистически обособленной местности.
Из 5029 домашних хозяйств в 41,0 % воспитывали детей в возрасте до 18 лет, 36,3 % представляли собой совместно проживающие супружеские пары, в 28,5 % семей женщины проживали без мужей, 26,7 % не имели семей. 21,7 % от общего числа семей на момент переписи жили самостоятельно, при этом 6,9 % составили одинокие пожилые люди в возрасте 65 лет и старше. Средний размер домашнего хозяйства составил 3,25 человек, а средний размер семьи — 3,77 человек.
Население статистически обособленной местности по возрастному диапазону по данным переписи 2000 года распределилось следующим образом: 32,1 % — жители младше 18 лет, 11,2 % — между 18 и 24 годами, 26,6 % — от 25 до 44 лет, 21,2 % — от 45 до 64 лет и 8,9 % — в возрасте 65 лет и старше. Средний возраст жителей составил 30 лет. На каждые 100 женщин в Пайнвудe приходилось 92,6 мужчин, при этом на каждые сто женщин 18 лет и старше приходилось 88,9 мужчин также старше 18 лет.
Средний доход на одно домашнее хозяйство статистически обособленной местности составил 24 949 долларов США, а средний доход на одну семью — 26 548 долларов. При этом мужчины имели средний доход в 22 439 долларов США в год против 18 046 долларов среднегодового дохода у женщин. Доход на душу населения статистически обособленной местности составил 24 949 долларов в год. 30,2 % от всего числа семей в населённом пункте и 33,5 % от всей численности населения находилось на момент переписи населения за чертой бедности, при этом 45,9 % из них были моложе 18 лет и 21,2 % — в возрасте 65 лет и старше.